# ۱۰۰ سال… ۱۰۰ ترانه به انتخاب بفا
ده آهنگ برتر از صد آهنگ به انتخاب به انتخاب بفا به ترتیب زیر می‌باشند:
| ش  | آهنگ                        | سال  | فیلم              | هنرمند            |
| -- | --------------------------- | ---- | ----------------- | ----------------- |
| ۱  | "Over the Rainbow"          | ۱۹۳۹ | جادوگر شهر از     | جودی گارلند       |
| ۲  | "As Time Goes By"           | ۱۹۴۲ | کازابلانکا        | دولی ویلسون       |
| ۳  | "Singin' in the Rain"       | ۱۹۵۲ | آواز در باران     | جین کلی           |
| ۴  | "Moon River"                | ۱۹۶۱ | صبحانه در تیفانی  | آدری هپبورن       |
| ۵  | "White Christmas"           | ۱۹۴۲ | مسافرخانه تعطیلات | بینگ کرازبی       |
| ۶  | "Mrs. Robinson"             | ۱۹۶۷ | فارغ‌التحصیل       | سایمون و گارفانکل |
| ۷  | "When You Wish upon a Star" | ۱۹۴۰ | پینوکیو           | کلیف ادواردز      |
| ۸  | "The Way We Were"           | ۱۹۷۳ | آنطور که بودیم    | باربارا استرایسند |
| ۹  | "Stayin' Alive"             | ۱۹۷۷ | تب شب یک شنبه     | بی جیز            |
| ۱۰ | "The Sound of Music"        | ۱۹۶۵ | اشک‌ها و لبخندها   | جولی اندروز       |